# Лесотозавр
Лесотозавр (Lesothosaurus diagnosticus, у перекладі — «ящір із Лесото») — примітивний птахотазовий динозавр зі синемюрського ярусу нижньої юри (199–190 млн років тому). Був поширений на території сучасних Лесото і Південно-Африканської Республіки.
Цей рід поки погано вивчений, але вже відомі деякі подробиці його анатомії, що дає уявлення про інших фаброзавридів. Завдовжки тварини не перевищували 1 метр. Пересувався лесотозавр на двох лапах. Передні лапи були вкорочені і пристосовані для обхватування. У лесотозавра були п'ятипалі передні кінцівки і відносно велика голова, що показувало, лесотозавр — примітивний динозавр. Лесотозавр був одним із найперших птахотазових динозаврів. Він був всеїдним, тобто живився рослинами і комахами. Про це говорять зуби передньої частини щелепи, які були загострені та дозволяли йому час від часу урізноманітнити свій раціон. У лесотозавра не було ніяких спеціальних засобів захисту від хижаків, від небезпеки він рятувався за допомогою бігу. Деякі науковці з причини примітивності деяких рис лесотозавра пропонують виділити його в спеціальний інфраряд проорнітоподів.

## Будова тіла

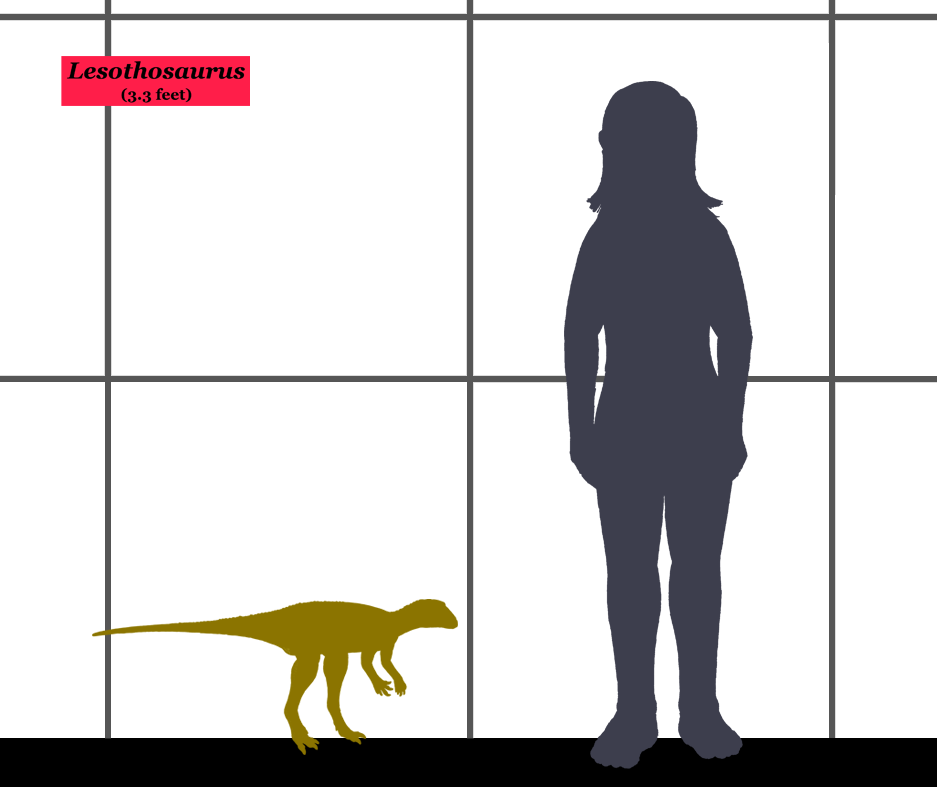
Порівняльні розміри лесотозавра і людини

Пересувався лесотозавр на двох довгих тонких ногах, які дозволяли йому розвивати вражаючу швидкість. Особливо виділяються довгі пальці і гомілки, тому в деяких джерелах проводиться паралель із тонконогими газелями. П'ятипалі передні кінцівки лесотозавра були хоч і невеликими, але добре розвиненими. На перший погляд вони можуть здатися мініатюрною подобою людських рук. За аналогією з нашим мізинцем п'ятий палець був розвинений слабо. Цими самими «руками» він перебирав і притримував рослини, об'їдав. Тулуб лесотозавра був витягнутим і легким, що чимось нагадує його предків — архозаврів, що ледь встали на дві ноги. Володів довгим тонким хвостом, особливо важливим при швидких переміщеннях. У цілому через короткий череп і довгасте тіло лесотозавр чимось нагадує двоногу ящірку, яка спробувала підвестися на дві ноги і побігти.

## Скелет лесотозавра

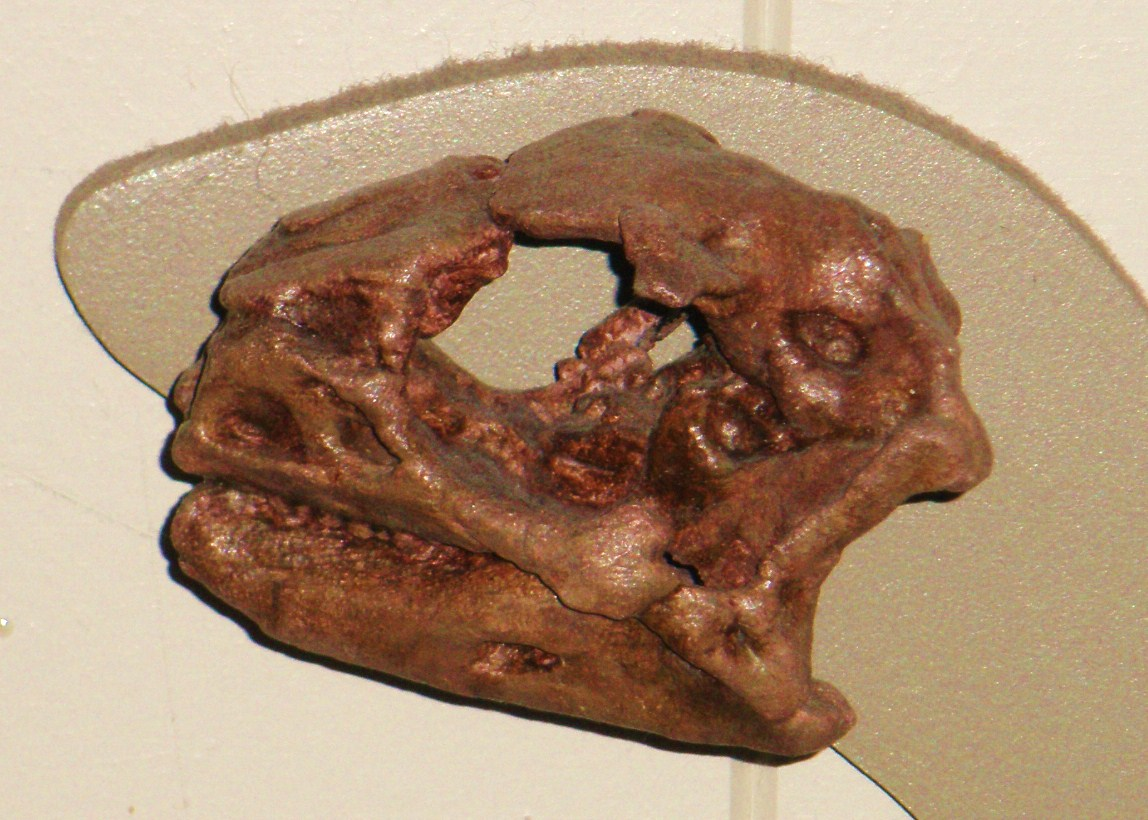
Череп лесотозавра

Плоский череп лесотозавра, на відміну від більш пізніх орнітоподів, короткий, з великими очницями. Передщелепна і предзубна кістки вже формують якусь подобу рогового дзьоба (ще невеликого), яким динозавр обскубував рослини.
Уздовж щелеп лесотозавра вишикувалися ромбоподібні, а точніше сказати листоподібні зуби. У передній же частині верхньої щелепи розташовувалися 12 зубів, схожих на наконечники стріл. Цим вони нагадують зуби пахіцефалозаврів. Така легка будова зубів не дуже підходить для розтирання жорсткою їжі, але цілком придатна для зрізання м'яких стебел або листків. Широкі очні западини лесотозавра служили кріпленням розвинених м'язів, що може свідчити про непоганий зір. Справді, від органів чуття залежало життя цього фаброзавріда.

## Живлення і спосіб життя
Південноафриканська формація Елліот, в якій мешкав лесотозавр, була в ті роки ще більш спекотним місцем, ніж зараз. Однак вологість також була помітною, що з лишком забезпечувало маленьких динозаврів соковитими трав'янистими рослинами. Їх витончені зуби не були призначені для жування коренів, зате листя і насіння, що тільки з'явилося, припадало їм до смаку. Невеликі папороті та саговники тоді були дуже поширеними формами рослинності.
Лесотозавр був дуже швидкою і прудкою твариною і при щонайменших ознаках небезпеки тікав. У нього не було ніяких засобів захисту: ні серйозних кігтів, ні броні, ні навіть іклів гетеродонтозаврид. Безпека кожного індивіда залежала тільки від органів чуттів і ніг.

## Ймовірний зв'язок з фаброзавром і стромбергією
У 2005 році був знайдений скелет без черепа двометрового орнітопода. Науковець, який відкрив цього динозавра, назвав його стромбергія. Скелет був знайдений у тих же місцях і на тій же глибині, що і скелет лесотозавра, що наводило на думку про їх спорідненість. У 2010 році деякі науковці висловили припущення, що лесотозавр — всього лише молода особина стромбергії. Остаточне рішення поки що не ухвалено внаслідок відсутності черепа стромбергії. Також висловлювалися припущення про те, що лесотозавр і знайдений у 1964 році динозавр фаброзавр є одним і тим же динозавром. Однак це припущення неможливо перевірити з тієї причини, що з останків фаброзаврів був знайдений всього лише фрагмент щелепи з кількома зубами.